# Saurodactylus brosseti
Saurodactylus brosseti — вид геконоподібних ящірок родини Sphaerodactylidae. Мешкає в Північній Африці.

## Поширення і екологія
Saurodactylus brosseti мешкають від узбережжя північної Західної Сахари вздовж узбережжя південно-західного Марокко і далі вглиб країни до західних схилів Атлаських гір і долини Драа на схід до Загори. Існують також ізольовані популяції на північному сході Західної Сахари та в Марокко на північ від Атлаських гір, а також, можливо, на крайньому заході Алжиру. Вони живуть в кам'янистих місцевосцях, а також на полях і пасовищах, де трапляються під камінням, спостерігалися в лісах. Зустрічаються на висоті до 1900 м над рівнем моря. Відкладають яйця.